# Brindley
Brindley – wieś w Anglii, w hrabstwie ceremonialnym Cheshire, w dystrykcie (unitary authority) Cheshire East. Leży 23 km na południowy wschód od miasta Chester i 243 km na północny zachód od Londynu. Miejscowość liczy 134 mieszkańców.